# Diplomatska borba za Zadar
Diplomatska borba za Zadar uključuje diplomatske napore za očuvanje hrvatske obale od talijanskih presezanja i pokušaje zadržavanja Zadra unutar Hrvatske odnosno kraljevine Srba, Hrvata i Slovenaca.

## Zadar uoči Prvog svjetskog rata
Zadar je u razdoblju neposredno pred Prvi svjetski rat imao nešto manje od 20.000 stanovnika. Bio je jedan od najrazvijenijih i najvećih hrvatskih gradova. U njemu izlaze mnogobrojne novine i razvijena je industrija. Zadar je tada bio i glavni grad Dalmacije, no slabe veze s kopnenom Hrvatskom i slabo razvijeno, te rijetko naseljeno zaleđe, uzrokovali su da ga pretekne Split, koji je, uz šire zaleđe imao i granicu s gušće naseljenim dijelom Bosne i Hercegovine, gdje su Hrvati činili većinu stanovništva.
Sve to utjecalo je da su 1910., prema popisu stanovništva, 60% gradskog stanovništva činili Talijani. Oni su uglavnom bili doseljavani iz talijanskih područja pod austrougarskom vlašću. Činili su gradsku elitu i činovnički aparat, te u Zadru autonomaši nikad nisu izgubili vlast.
Još i prije stupanja u rat u Italiji su se mogle čuti aspiracije za Goricom, Trstom, Istrom, cijelom Dalmacijom s Bokom kotorskom te Tirolom. Ovo je zabrinjavalo članove Jugoslavenskog odbora koji se počeo okupljati u Rimuu. Odbor se sastojao od hrvatskih, srpskih i slovenskih političara i javnih radnika iz Austro-Ugarske čiji je cilj bio rad na stvaranju jedinstvene države Južnih Slavena. Oni su kontaktirali francuskog veleposlanika u Rimu, ali im je on, jer je radio na uvlačenju Italije u rat na strani Antante, odgovorio da jedino žali što Srbija ne može poslati 200.000 vojnika koji bi zauzeli Boku i Pulu. Zatim su kontaktirani i ruski i rritanski veleposlanici. Ruski je bio nezainteresiran, dok je britanski primio odbor prijateljski, istaknuvši kako tada još nije bilo službenih talijanskih zahtjeva za dalmatinskim teritorijem. No kako se rat razbuktavao Italija je sve otvorenije iskazivala težnje za Dalmacijom. Unatoč velikom broju neutralnih Talijana, snažna je propaganda promicala osvajanje Dalmacije. Bilo je, naravno, i drugačijih stavova. Leonida Bissolati, talijanski socijalistički disident, bio je protiv talijanskog prisvajanja Dalmacije. Njegov istomišljenik Giuseppe Prezzolini izdaje brošuru o Dalmaciji u kojoj realno oslikava lošu mletačku vladavinu, te se koristi poviješću Zadra kako bi dokazao svoje teze i pobio talijanske zahtjeve za Dalmacijom.

## Prvi svjetski rat
Tajni Londonski ugovor sklopljen je 26. travnja 1915. između Velike Britanije, Francuske i Rusije s jedne i Italije s druge strane. Prema njemu Italija će stupiti u rat protiv dotadašnjih saveznika, Austro-Ugarske i Njemačke, a zauzvrat su joj obećani veliki teritorijalni ustupci, između ostalog - južni Tirol do Brenera, Gorica, Gradiška, dio Koruške, Trst, Istra, jadranski otoci do Mljeta, te Zadar i Šibenik sa zaleđem.
Italija ulazi u rat u kojem ne uspijeva osvojiti gotovo ništa, a broj mrtvih je do kraja rata dosegao 600.000. U jesen 1917. talijanske su snage doživjele poraz kod Kobarida te su se njihove pretenzije prema istočnoj obali Jadrana smanjile.

## Završetak rata i talijansko zauzimanje Zadra
Raspad Austro-Ugarske u Zadru je dočekan s veseljem. I svi su narodne zajednice (talijanska, hrvatska i srpska manjina) bile složne. 4. studenog 1918. u 14 sati i 45 minuta u Zadar je uplovila talijanska torpiljarka 55 AS sa 100 vojnika. Kako se brod približavao obali talijanski su vojnici (Sic!) uzvikivali: Viva Jugoslavia! te su srdačno dočekani. Talijani su tvrdili da su došli dati potporu lokalnoj vlasti postavljenoj od Države Slovenaca, Hrvata i Srba i pomoći, ako treba, gradu. Zauzeto je tek nekoliko ureda. Nekoliko dana poslije uplovila su još dva broda, a zapovjednika drugog broda okupljeni je narod unio u grad, te su naknadno, na njegovu izričitu molbu, članovi "Sokola" otpjevali Lijepu našu. Cijelo su se vrijeme pjevale pjesme, skandiralo se Italiji i Jugoslaviji, a vijali su se hrvatski, talijanski, srpski i američki barjaci.
No, već nekoliko dana poslije Talijani su pokazali pravo lice. Talijani su tvrdili da je njihov ratni brod došao u Zadar 15 minuta prije stupanja na snagu primirja između Austro-Ugarske i Italije, te je time Zadar bio osvojen. Zadar su zaposjeli 4. studenoga 1918. godine. Doskora je u Zadar došlo mnogo talijanskih okupacijskih snaga koje su se dobro utvrdile u Zadru. Uskoro su uplovili i u Šibenik, gdje su godinama držali snažnu vojnu posadu.
Tekstovima u hrvatskom tisku, pišući za Narodni list i Naš list, za Zadar se je žilavo borio Jerko Machiedo ne bi li dokazao hrvatstvo Zadra.

## Pariška mirovna konferencija
Na mirovnoj konferenciji u Parizu 1919. godine okosnica diplomatske borbe bila je očuvanje Dalmacije od primjene Londonskog ugovora. Iako je središnja točka ugovora bila Dalmacija, ugovor je u suštini bio komadanje Hrvatske. Srbiji je pouđena Bosna i Hercegovina, Slavonija, Srijem, Bačka i dobar dio Dalmacije, Italiji sjeverna Dalmacija, Istra, Tirol, Julijska krajina i otoci, a Crnoj Gori dubrovačko područje i Boka kotorska. Također, obećana su im i područja u Albaniji. Srećom, zbog geoplitičkih promjena do toga nije došlo, a jugoslavenski su se diplomati trebali zauzeti za Dalmaciju. Poteškoću je predstavljala činjenica što su Velikoj Britaniji i Francuskoj ruke bile vezane zbog ugovora. No Rusiji i SAD-u nisu. Rusi su zauzeli obrambeni stav prema potrebana Južnih Slavena, a američki predsjednik Thomas Woodrow Wilson, jedna od ključnih osoba za obranu Dalmacije od Italije, je bio protiv bilo kakvih tajnih ugovora. Srpski predsjednik vlade Pašić je Zadar i Dalmaciju smatrao dijelom Velike Srbije kao što je, uostalom, to isto mislio i za kraljevinu Srba, Hrvata i Slovenaca. 
Talijani su tvrdili da je njima Dalmacija najvažnija zbog strateških ciljeva. Cijelo su vrijeme tražili njezin lavlji dio, a uz to i ogromna demilitarizirana područja, što nije odgovaralo Pašiću.  Wilson je tvrdio da bi primjena Londonskog ugovora bila nastavak iste one politike koja je i dovela do rata, te se zalagao da se Talijanima minimalno udovolji. Među najvažnijim zagovornicima hrvatskoga prava na obalu bili su Frano Supilo (koji je još od 1916. bio u sukobu s Pašićem) te Ante Trumbić kome se može zahvaliti na žestokoj obrani prava na Vis.
Na zapadu je vladalo mišljenje da talijanski zahtjevi nisu u skladu sa skromnim ratnim doprinosom, no Francuzima i Britancima su ruke bile vezane. Nakon brojnih nesuglasica i prijetnji napuštanjem mirovne konferencije, Talijani su odlučili riješiti pitanje izravnim dogovorom s južnoslavenskom stranom. Kraljevina SHS je također bila spremna na kompromis jer je državu gospodarski iscrpljivala nemogućnost korištenja okupiranih jadranskih luka. No pritisak iredentista bio je prejak te je Italija ustrajala na svojim zahtjevima. Talijani su isticali kako od Dalmacije žele barem Šibenik zbog vojno-strateških pogodnosti i Zadar zbog "sentimentalnih" razloga. Bio je tu uz Istru i Trst i problem Rijeke koja je također bila puna talijanskih doseljenika. Wilson je davao obilnu podršku, no uskoro je izgubio na izborima, a Rusi su bili isuviše opterećeni svojim problemima. Lloyd George i Georges Clemenceau su se sastali s Trumbićem te se raspitivali o Zadru i zamjeni glavnog grada Dalmacije. No Trumbić im je rekao kako su u Zadru već izgrađene sve činovničke institucije, te je on povoljniji od Splita za centar Dalmacije, iako je ovaj u geografskom centru. Također se tvrdilo da je razvoj Zadra uvjetovan njegovim administrativnim položajem, te da bi se eventualnim odsijecanjem od prirodnog zaleđa razvoj grada naprosto ugušio. Podrška određenih krugova u Italiji je slabila rastom ekstremne desnice, a nestrpljenje talijanske javnosti je raslo, tim više što su se stajališta pregovarača počela približavati. Ovo je izazvalo ministarsku krizu u Italiji, a novi je premijer Giolitti bio manje popustljiv. Pojavljivala su se razna rješenja za Zadar, pa i prijedlog da postane i nezavisna država ili kondominij. No, nova je vlada bila sve manje sklona prepustiti Zadar.

## Rapalski ugovor
Novi pregovori vodili su se u Rapallu. Sforza, glavni talijanski pregovarač nudio je niz apsurdnih ideja za rješavanje pitanja Zadra, a francuski diplomatski pritisak na jugoslavenske pregovarače bio je ogroman.
Na kraju su se Talijani odrekli svih potraživanja u Dalmaciji osim Zadra, prihvatili da se naknadno dogovore oko Rijeke, koja je trebala biti nezavisna država, te su prisvojili Istru, Trst i dijelove Slovenije. Ali SHS više nije imala drugih reprekusija (neutralizacije i demilitarizacije).
U travnju 1922. sastali su se u Santa Margheriti prestavnici kraljevina Italije i SHS. Odlučeno je kako će Zadar biti izvan talijanske carinske unije i potpuno su povučane talijanske vojne postrojbe. Tada je u Italiji na vlast došao Mussolini i tražio otok Ugljan. Međutim iz Beograda je došao negativan odgovor. Na kraju je ipak popustio i ugovor je ratificiran.
Ovime je stvorena talijanska provincija s nešto više od 100 km2 i nešto manje od 19.000 stanovnika. Grad je uskoro demografski i gospodarski potonuo, nagrđena mu je arhitektura, a odvojen od zaleđa u potpunosti je talijaniziran. Postao je leglo krijumčara i kriminala. Mnogo je Hrvata, ali i ostalih protjerano, te je grad unatoč doseljavanju Talijana imao manje stnovnika nego 1910.